# Prolettn feian längaah
Prolettn feian längaah är det andra studioalbumet från den österrikiska gruppen Trackshittaz. Albumet släpptes den 28 juni 2011 och innehåller 12 låtar. En singel släpptes från albumet. Albumet nådde första plats på Österrikes albumlista precis som Trackshittaz debutalbum Oidaah pumpn muas‘s hade gjort innan. Albumet tillbringade totalt 14 veckor på listan mellan den 15 juni 2011 och den 21 oktober samma år, varav de två första i topp. Albumet innehåller remixer av fyra låtar från debutalbumet.

## Låtlista
1. Prolettn Feian Längaah - 3:30
2. De Würfin san gfoin - 4:28
3. Grüllarei - 3:49
4. Wir san a Armee - 4:22
5. Wien bei Nacht (Heit is Wien ang'sagt) (feat. Rainhard Fendrich) - 4:11
6. Feriieeeen - 4:37
7. Schüdkrötngaung - 3:25
8. Schnitzi - 2:44
9. Laudaah (Markito's Laudatio Remix) - 5:44
10. Killalady (Markito's Ladycracker Remix) - 4:35
11. Pumpn Muas's (Silverstation Remix) - 5:09
12. Oida Taunz! (Silverstation Remix) - 5:13

## Listplaceringar
| Lista (2011) | Topplacering |
| ------------ | ------------ |
| Österrike    | 1            |